# Rue Arthur-Rozier
La rue Arthur-Rozier est une voie du 19e arrondissement de Paris.

## Situation et accès
D’une longueur de 295 mètres, la rue Arthur-Rozier commence au numéro 37 de la rue des Solitaires, se termine au numéro 67 de la rue Compans et se prolonge dans la rue des Mignottes. Elle croise la rue de Crimée et la villa Albert-Robida. Elle présente la particularité de passer en son centre sur un pont qui surplombe la rue de Crimée.

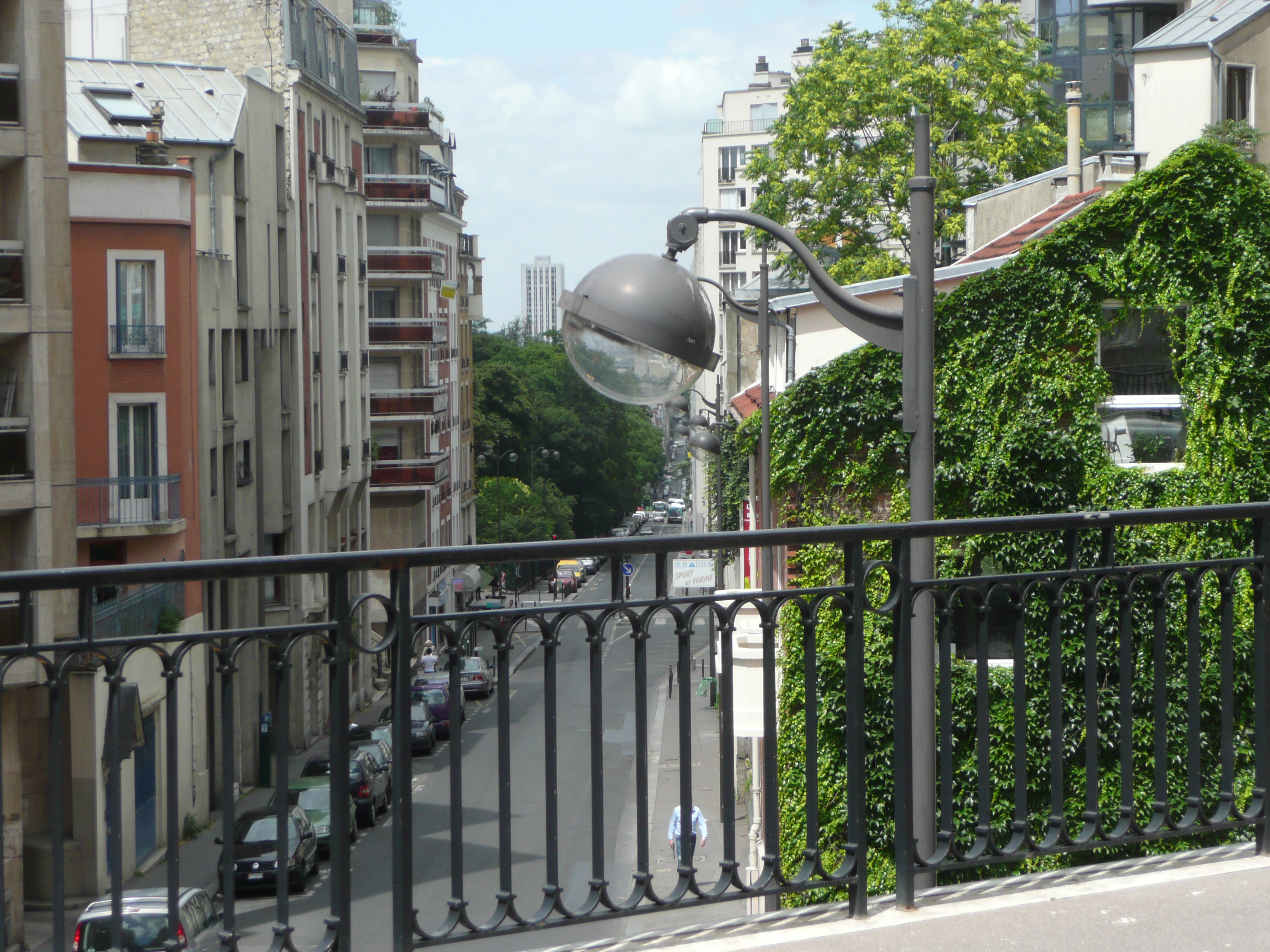
Haut de la rue de Crimée vue depuis le pont de la rue Arthur-Rozier.

Ce site est desservi par les stations de métro Botzaris et Place des Fêtes.

## Origine du nom
La rue rend honneur à Arthur Rozier (1870-1924), homme politique qui fut élu député de Paris en 1906, 1910 et 1919.

## Historique
Cette voie de l'ancienne commune de Belleville est indiquée à l'état de sentier sur le plan cadastral de 1812.
Cette voie, qui faisait anciennement partie de la « rue des Mignottes », est classée dans la voirie parisienne par un décret du 23 mai 1863.
Elle prend sa dénomination actuelle par un arrêté du 23 mars 1928.

## Bâtiments remarquables et lieux de mémoire
Le bâtiment du no 33, avec une façade sur rue d'un étage sur rez-de-chaussée, forme un ensemble représentatif d'un habitat modeste du début du XXe siècle, dont la volumétrie et la disposition évoquent les ensembles typiques des anciens villages et faubourgs de Paris. Il jouit d'une protection patrimoniale.

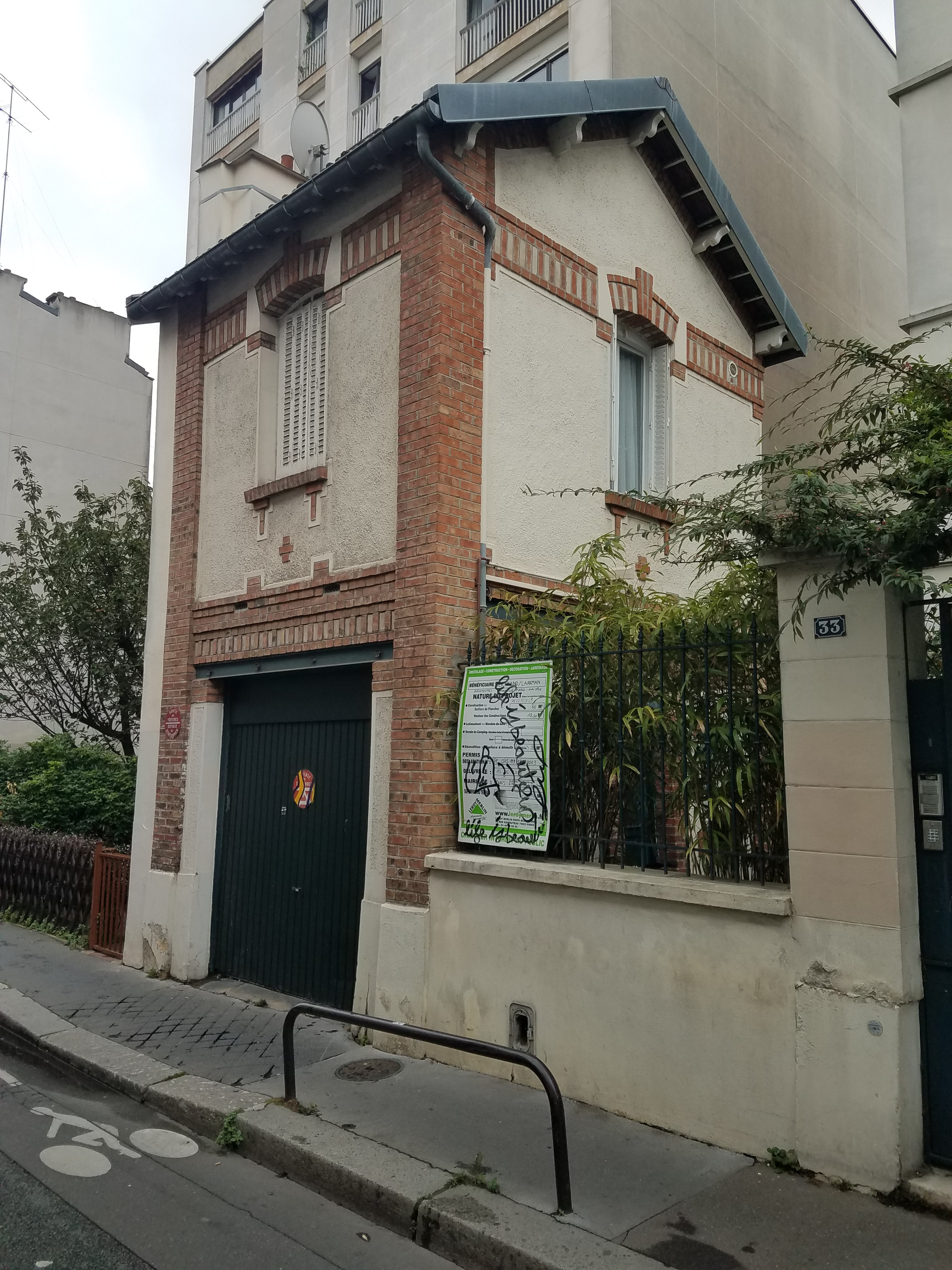
Maison du 33, rue Arthur-Rozier.
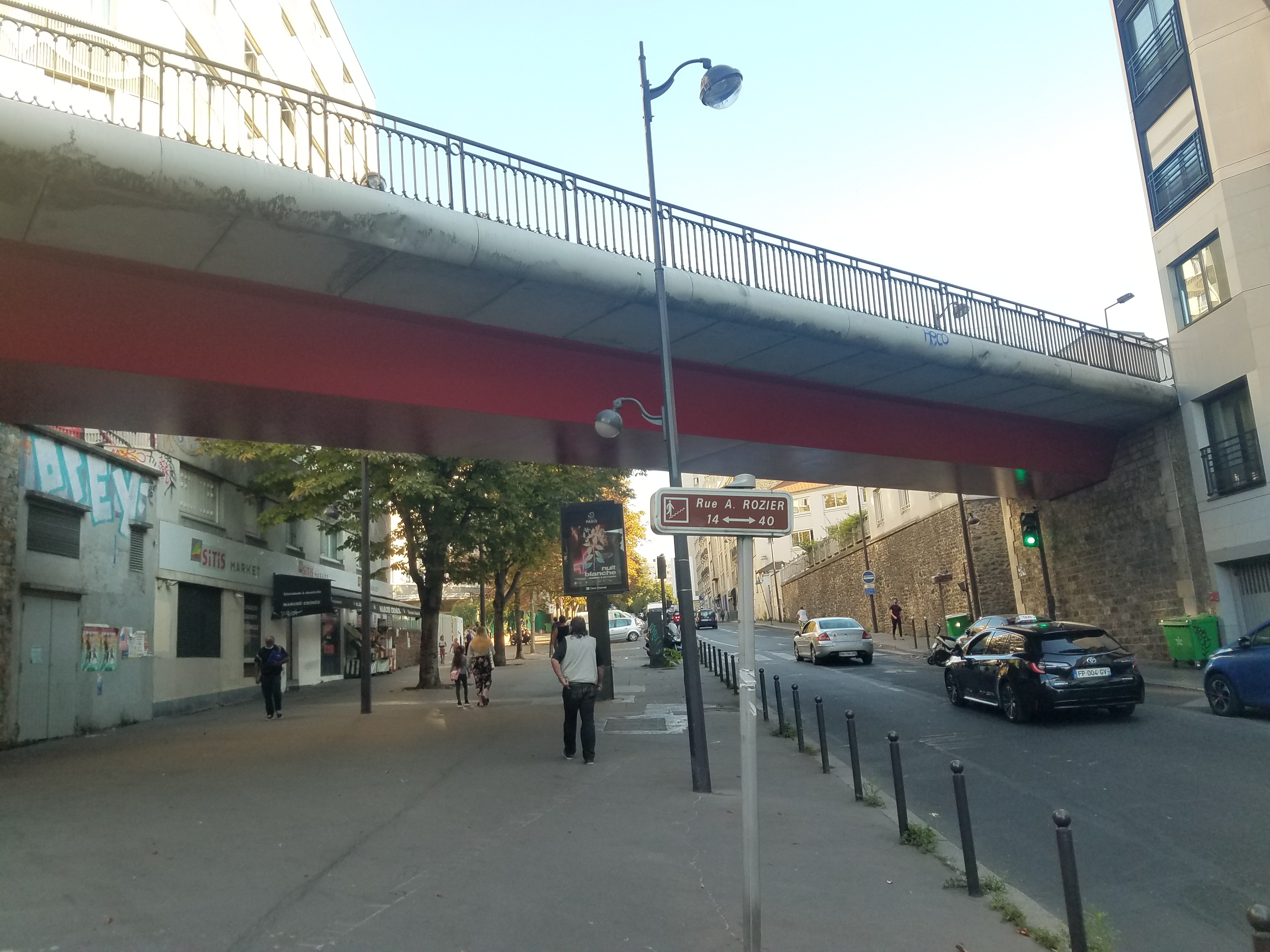
Pont de la rue Arthur-Rozier vu depuis la rue de Crimée.